# Su-Sim
Su-Sim (em sumério: 𒀭𒋗𒀭𒂗𒍪; romaniz.: DŠuDSîn,  o 𒀭 representa um honorífico silencioso que significa Divino) foi o quarto e penúltimo rei da Terceira Dinastia de Ur durante o chamado Renascimento Sumério, reinou no período que se estendeu entre  2 038 a.C. e 2 030 a.C.  Foi antecedido no trono por sei irmão mais velho Amar-Sin e sucedido no trono pelo seu irmão mais novo Ibbi-Sin.

## Reinado
Os nomes dos anos dos nove anos de seu reinado são conhecidos. 
No quarto ano de seu reinado, após uma revolta aberta de seus súditos amoritas, ordenou a construção de um muro fortificado entre o rio Tigre e o rio Eufrates, com a intenção de impedir novos ataques amoritas.  
No sexto ano de seu governo, foram construídos templos em Nipur dedicado aos deuses Ninlil e Enlil e no sétimo ano construída nova estela em comemoração a vitória sobre Ziringu do Reino de Zabesali.  
Foi encontrada uma plaqueta de barro, que ficou conhecida como Istanbul #2461, da época de Su-Sim que passou a ser considerado o mais antigo poema de amor do mundo.  Não era apenas um poema de amor, mas uma parte de um ritual sagrado anual, o "casamento sagrado", no qual o rei se casaria simbolicamente com a deusa Inana, para garantiria a fertilidade e a prosperidade para o próximo ano.A cerimônia consagrada pelo tempo era celebrada no dia de Ano Novo e precedida por festas e banquetes acompanhados de música e dança. O poema inscrito na pequena plaqueta de argila de Istambul foi, com toda a probabilidade, recitado pela noiva escolhida do rei Su-Sim no decorrer de uma dessas celebrações do Ano Novo.
Ele foi sucedido por seu irmão mais novo Ibi-Sim , embora existam autores que afirmem que Ibi-Sim fosse seu filho. 